# Caspar Holste
Caspar Holste, född 1517 eller 1518, död efter 1580, var en fransk krigskommissarie. Han var son till Gorius Holste.
Caspar Holste tillbringade barndomen i Stockholm men lämnade tidigt Sverige för att studera och befann sig utomlands då fadern fängslades 1533. Vid mitten av 1530-talet kom Holste i fransk militär förvaltningstjänst. Sedan Gustav Vasa avlidit försökte Charles de Mornay värva honom till svensk tjänst, något som dock misslyckades. Enligt obekräftade uppgifter skall Caspar Holste arbetat som spion för Sverige. 1566 samarbetade han med Pontus De la Gardie för att värva franska legosoldater till Sverige. Sedan andra hugenottkriget brutit ut försvann dock möjligheterna att värva legosoldater i Frankrike. Caspar Holste verkar dock fortsatt arbeta för att få en svensk ämbetsmannaposition. Antonius Possevino framförde 1580 åsikten att Caspar Holste då hade chanser att få en svensk biskopsstol.